# 煉獄のカルマ
『煉獄のカルマ』（れんごくのカルマ）は、原作：廣瀬俊、漫画：春場ねぎによる日本の漫画作品。『週刊少年マガジン』（講談社）にて2014年47号から2015年35号まで連載された。完結後に『マガジンSPECIAL』（同）2015年9号に番外編が掲載された。

## あらすじ
CASE.1 高校生編
主人公の七瀬 誠は、自己主張のできない性格のせいで、学校では同級生の不和 聖也を中心としたグループから、酷いいじめを受けていた。いじめに耐えきれなくなった誠は遂に屋上から飛び降り自殺を図って命を落とすが、自殺の業（カルマ）により、誠は天国でも地獄でもない煉獄に堕ちてしまう。そこで謎の女性・カルマと出会った誠は無限にループする1時間以内に、自分の自殺のせいで不幸になってしまったある6人を救わなければならなくなる。
CASE.2 集団自殺編
主人公の春川 たま子は、高校の3年間コンビニでアルバイトをしていた。顔こそいまいちであるものの、明るく心優しい性格からバイト先ではアイドル的存在で、本人もアイドルを夢見ていた。しかしその夢を母親に否定されたショックから家出をし、美容整形で顔を替え、オーディションを受けるも落選。実家でも居場所を失い絶望したたま子は、自殺を図ろうとするが、その矢先にネットカフェで知り合ったハットリに誘われ自殺サークルに参加することになり、とある山奥でハットリを含む6人と集団自殺を図った。しかし6人が死ぬ中ただ一人生き残って現世に戻ってしまってカルマと出会い、死んだ6人の魂を救わなければならなくなる。

## 登場人物

### 主要人物
カルマ
本作の案内人。自殺の業によって、煉獄に堕ちた者が出会う美女。
生まれる以前に母親に堕胎され、それでも生を強く願った為、煉獄に居場所を与えられた過去を持つ。
表向きの目的は自殺の罪を償ってもらうためらしいが、真の目的は自殺者に試練を乗り越えさせて救済すること。その立場ゆえ生に対する執着が強く、自殺者は本来優しさと強さを備えた存在と信じ、命の尊さを知ってほしいと思っている。
誠と海人には「無限にループする1時間以内に己の自殺で不幸になってしまった6人を救う」、たま子には「死んだ6人の魂を救う」と、それぞれルールを定めている。
七瀬 誠（ななせ まこと）
高校生編の主人公。自己主張の苦手な高校3年生。母親は既に亡くなっており、厳格な性格の父親と2人暮らし。アホ毛が特徴。
自己主張が苦手なために、同級生の不和と3人の仲間から酷いいじめを受けている。両腕には不和達にやられたリストカットの痕でいっぱいであり、それを隠すために夏場でも長袖のシャツを着ている。地獄のような学校での心の支えであり、唯一自分に優しく接してくれるエリカの正体を知ってしまったため、絶望のあまり屋上から飛び降り自殺を図るが、煉獄に堕ちてカルマと出会い、自分の自殺で不幸になってしまった6人を救わなければならなくなる。
6人を救う事に成功し、その見返りとして蘇生した。そして新たないじめのターゲットにされたエリカを救い、不和を退学に追い込んだ。高校卒業後、裏で彼女をいじめるよう仕向けていたあかりに自身の決意を否定されてしまい、フラフラした状態で車の横行する道路に出てしまう。
集団自殺編で再登場し、高校生編での出来事を経て、エリカと恋人同士になっていた事が判明したが、かつてアイドルを夢見ていた彼女を後押しする為に自ら身を引いた。
高校生編のラストは集団自殺編の後であるため、高校生編終了直後に車に轢かれそうになったところをたま子に助けられる。そして彼女に自殺するつもりではなく、悩み事を考えていただけだと説明し、生きるという決意を伝える。
春川 たま子（はるかわ たまこ）
集団自殺編の主人公。
1996年12月1日生まれのO型。埼玉県さいたま市見沼区出身。
顔はいまいちであるものの、明るく心優しい性格。高校3年間、コンビニでアルバイトをしており、バイト先ではアイドル的存在の少女。いつもつけているリボンは昔病死した父からプレゼントされた物。
アイドルになることを夢に見るが、母親に夢を否定されたショックで家出をし、美容整形で顔を替えてしまう。整形後、アイドルオーディションを受け、ネットカフェで暮らしていたが、一時はネットカフェで出会ったハットリ（後述）に諭され、実家へ戻ろうとしたものの、母と妹に自身の私物を全て処分されて家庭での居場所を失い、オーディションにも落選して絶望。自殺を図ろうとした矢先、ハットリに自殺サークルに誘われ、とある山奥で練炭自殺による集団自殺を図るも、6人が死ぬ中1人生き残って現世に戻り、カルマと出会い、死んだ6人の魂を救わなければならなくなる。
その途中、ナツメの願いを叶える代償に整形前の顔に戻りながらも、改めてアイドルオーディションを受けることになる。最終審査を乗り越えてアイドル合宿に参加するが、候補生2人からひどいいじめを受けてしまう。初めこそは耐えていたが、唯一自分の夢を応援してくれた父親まで侮辱されたのが我慢できず、候補生の1人を殴ったはずみで誤って階段から転げ落として傷を負わせてしまうが、あかりの助けで事なきを得る。さらに、唯一まじめだと思っていたエリカが恋人と密会しているのを見て不満を爆発させ、勝算のある勝負方法である公開オーディションを提案し、そこで他の候補生と差を付け、見事夢を叶える事に成功する。
実はアイドルオーディションに落ちたら自殺する事を既に決めており、後戻り出来ない様に自殺志願者を集めようとしたが、自殺幇助の罪を逃れるために偶然自殺しかけた所を見たハットリに計画を記したメモを送りつけた集団自殺の真の首謀者である。
アイドルとして初めて番組に出演する直前にハットリにそれを暴かれ、当初は反省していないかと思われたが、番組中に最初はその罪から目を背けていたが、自殺サークルの面々と関わっていく中で、自分が彼らと違い、自殺を考えざるをえないほど頑張っていなかった事、自分の辛さを全て周りや顔のせいにしていた事に気付き、ちゃんと頑張るという事を知るためにもう一度アイドルオーディションを受ける決意をした事を告白し、罪を償うためにアイドルを辞めて警察に自首したが、罪を認めて反省した見返りとして自殺サークルの面々が全員生き返ったため、逮捕されずに済んだ。そして、数ヶ月後に車に轢かれそうになった誠を助けた。
星野 海人（ほしの かいと）
特別読み切りの主人公。いじめを苦に駅で飛び込み自殺を図り、電車に轢かれて命を落とすが煉獄に堕ちてカルマと出会い、自分の自殺で不幸になってしまった6人を救わなければならなくなる。
その内の5人を救うことはできたが、最後の1人がいじめグループの1人のリクであったことから、彼を救うことを拒んでリクを殺害。殺人の罪によって地獄へ堕ちてしまった。

#### 準主要人物
霧咲 エリカ（きりさき エリカ）
誠のクラスメイト。表向きではいじめられていた誠を唯一気にかけてくれる優しい女子で、誠から好意を寄せられていたが、実は少しでも気に入らないことがあればたとえ友達であろうと平気でいじめのターゲットにし、誠のことも陰で散々侮辱するなど、恋人である不和とは違い、性根は酷く歪んでいる。
誠の死後も彼を嘲笑し、誠の自殺に罪悪感を抱くあつ子をいじめ始めるが、その現場をあかりに撮られてしまい、カメラを奪おうとした時に誠に阻止される。2人が逃げた後、誠に許しを請う発言をしていたが、その真意は不明。
その後、自分に憎悪を抱くあかりが不和の下駄箱に潜めたいじめの証拠写真によって、不和から『誠いじめの真の主犯者』に仕立てられ、新たないじめのターゲットとなり、不和の裏切りに絶望する。四面楚歌の状況に陥って、これまで不和からのいじめを受け、さらに自分の裏切りを知った誠の苦しみを理解し、彼に謝ろうとしても当たり散らすことしかできないことに強く心を痛めていた。ある時、理科室の火事に巻き込まれてしまい、自分を助けに来た不和からの仲直りの誘いを拒絶したことで再びいじめられたところを誠に助けられ、騙されていたことを知ってなお助けてくれた彼に感謝の涙を流し、本気で好意を抱くようになっていた。その時の掛け合いが誠とあつ子による通話で自分の無実が証明され、これまで自分をいじめてきたクラスメイトから謝罪を受けた。
その後も謎の悪意ある視線に怯え、誠に相談していた。そのことは卒業まで解決できなかったが、後に誠に自分がいじめられた真相を気づかせるきっかけとなった。
集団自殺編では、アイドル候補生の強力なライバルとして、たま子の前に立ちはだかる。アイドル合宿では正々堂々と合宿を乗り越えようとするほか、唯一たま子へのいじめにも加担せず、たま子の発言に怒った時ですら彼女に悪口1つ言わない、ライバル候補にもアイドルになるための秘訣を教えるなど、高校時代から精神的にかなり成長している様子が見て取れる。そして過去の一件を経て誠とは恋人同士だったが、かつて抱いていたアイドルの夢を後押しし、別れを決意した彼に報いるため、それを受け入れて真剣にアイドルを目指すようになった。
しかしたま子のアイドルの才能については、会長を除くほとんどの人間同様まったく気づいておらず、顔やテストの結果だけでたま子を落ちこぼれと決めつけ、他の2人と違って悪意はないものの、結果的にたま子をのけ者にしていた。公開オーディションでもずっとたま子に大差をつけてトップを独走していたが、たま子が美少女であるが故の弱点をついてきたことに加え、最後までたま子の実力を軽く見ていたことが致命傷となり、形勢逆転を許してしまい敗北した。
たま子がアイドルを辞めた後、自身がその座に収まったが、間もなく過去の罪を週刊誌に暴露され、失脚してしまう。しかし誠の発言によると、まだ諦めていない模様。
 日向 あかり（ひなた あかり）
写真部に所属する、心優しく温和な性格の持ち主。誠の同級生で、いじめられていた彼のことを密かに気にしていた。偶然にも撮った自殺直前の誠の写真でコンクール入賞をするが、その写真で入賞した罪悪感から賞を辞退し、夢である写真を諦めようとした時にアッコへのいじめを目撃したことで彼女同様エリカにいじめられ、逃げ出したところで交通事故に遭い、夢を諦めきれないまま命を落とす運命だった。
誠の助力でいじめの証拠写真を撮ることで、エリカにいじめられていたあつ子を助け出し、彼女との間に友情が芽生えた。
高校卒業後はプロのカメラマンになったが、実は外見だけで周囲からチヤホヤされるエリカに憎悪を抱いており、いじめの証拠写真を不和の下駄箱に潜めてエリカいじめを誘発させていた。そのことを誠に見破られ、彼の決意を否定する発言を言い残し、その場を立ち去った。
集団自殺編では、たま子達アイドル候補生を撮影するカメラマンとして再登場している。真面目にオーディションに取り組むたま子の事を応援し、手助けをしているが、エリカの事は未だに憎んでいる様子で、たま子に彼女の過去を暴露した。

### 高校生編

#### 不幸の6人
誠のことを身近に思っていたが、彼の自殺によって不幸になってしまった6人（5人と1匹）。計5周のループで、6人全員が救われた。
日向 あかり（ひなた あかり）
写真部所属。心優しく温和な性格をした誠の同級生で、いじめられていた彼のことを密かに気にしていた。一方、その誠を騙して虜にしているエリカに深い憎しみを抱いている。詳細は#日向あかりを参照。
夜野 あつ子（やの あつこ）
誠のクラスメイト。周囲には「アッコ」と呼ばれている。誠のいじめに関しては見て見ぬフリをしてきたが、彼の自殺に大きな罪悪感を抱いていた。自殺した誠を嘲笑するエリカ達に対し、「見て見ぬフリをしてきた自分達も悪いのでは？」と語ったために、自身が新たないじめのターゲットにされる運命だった。
エリカにいじめられていたところをあかりに救われたのがきっかけで、彼女との間に友情が芽生えた。後にサンタに呼ばれて草薙と不和の乱闘の現場に駆けつけた際、不和に対して誠のいじめと自殺に罪悪感を抱いていたことを告白、いじめの事実は自白するように勧める。
誠の蘇生後、誠のことを気にかけており、エリカを助けに行った誠と連絡を取り、不和の本性を全校生徒に聞かせた。
サンタ
裏山の子犬。不和達にいじめられていた誠を助けて以来、誠に密かに可愛がられていたが、不和の仲間の松井（後述）に金属バットで殴り殺される運命だった。
松井に殴殺されかけたところを駆け付けた誠に庇われ、彼の秘策で保健所の職員に松井がサンタをいじめているところを発見させることで救われた。
自殺して霊の存在となった誠を唯一認識できる存在で、誠に諭された時は涙を流していた。誠に助けられてからは一時的に彼と行動を共にし、彼を助けるべく、草薙やあつ子に助けを求めた。最終的には草薙に懐き、彼が飼い主になったことで正式に救われた。
草薙 大護（くさなぎ だいご）
取り立て屋。誠とは高校1年の頃、「仮面チチダー」をきっかけに仲良くなった唯一無二の親友だったが、不和の策略で実家がヤクザの家系である家庭事情を理由に退学になってしまう。退学になったその後、誠の住むアパートの隣室に借金の取り立てに訪れる取り立て屋になり、誠とはそのまま疎遠になったと思われていたが、誠から時折声をかけられており、彼自身も密かに誠のことを気にしていた。
誠の自殺を知った後、彼の自殺に深い罪悪感を抱き、高校に殴り込んで誠を自殺に追い込んだ不和に鉄拳制裁を加えるが、不和の口車に乗せられた教師達によって無実の罪で処罰を受ける運命だった。
不和を探していたところ、サンタに呼ばれて不和の仲間の竹原と梅田（後述）に殺されかけた近所の子供を救い出し、彼に誠の面影を重ね合わせる。最終的にはサンタに懐かれ、飼い主になった。
最後のループで誠の自殺を悔やむ七瀬校長の前に姿を現し、誠の自殺はいじめが原因だったことを伝え、叱咤する。
近所の子供（本名不明）
誠の近所に住む少年。勝ち気な性格で、いじめから逃げようとして学校をサボる誠によく話しかけてきた。水鉄砲をよく持ち歩いており、誠に対して使っていた。
誠の死後、いじめの事実を告白しようと高校を訪れ、不和の仲間の梅田（後述）が落とした不和の携帯を拾い、それを証拠にいじめの事実を打ち明けようとするが、竹原と梅田に下駄箱の下敷きにされて殺される運命だった。だが、誠や駆けつけた草薙に助けられ、自分を命懸けで守ってくれた草薙に懐いた。
ザック / 七瀬校長（ななせ-）
SNS友達。その素性は謎に包まれているが、誠とはSNSを通じて仲が良く、よく誠を気にかけてくれた優しい人物。
その正体は、誠の通う高校の校長にして、誠の父親。下の名前は不明。
誠の前では冷淡で厳しい態度を見せていたが、実は心の中では何よりも息子の誠を大切に思っており、息子の死後、集会直前で職員一同に遺書を遺し、校長室で涙を流しながら首吊り自殺をする運命だった。
最後のループにおいて、集会直前に遺書を遺し、後追い自殺しようとしていたが、誠の呼び掛けでこれまで息子に冷たくしてきたことを後悔していたと話し始め、そこに姿を見せた草薙から誠がいじめられていた事実を伝えられる。最終的に父親として息子への対応の間違いや「いじめはもみ消せばいい」という考え方が誠にいじめの相談をできなくさせていたと考えを改め、校内のいじめと戦う決意をし、自殺することをやめた。
誠の蘇生後、これまでの息子への対応を改め、少しずつ良好な関係を築いている。

#### いじめグループ
誠に対して常軌を逸した非人道的ないじめを行った末に自殺に追いやったメンバー。霊の存在となった誠の力により、松井は動物虐待で警察へ連行され、竹原と梅田はいじめの露見で教員に連れて行かれてしまい、誠の蘇生後は不和の裏切りで新たないじめのターゲットにされたエリカはいじめを受けて誠へのこれまでの行いを後悔すると共に反省するようになり、後に自分に騙されていたと知ってなお命がけで助けた誠の姿を目の当たりにしたことで改心し、不和も悪事が露見したことで退学に追い込まれ、最終的にはメンバー全員が文字通りその報いを受けた。
不和 聖也（ふわ せいや）
誠の同級生で、いじめの首謀者。金髪とピンで留めた前髪が特徴。
表向きでは爽やかな好青年で、女子からも人気が高いが、裏では自らが率いるグループの男子3人と共に誠をいじめ、彼の両腕にリストカットを入れたり、彼の恥ずかしい姿の動画を携帯に撮ったりするなどの様々な手段で誠をいじめて死に追いやった張本人。また、恋人のエリカを使い、誠にハニートラップを仕掛けて自殺や逃げるための転校をできなくさせ、さらに大学に進学しても誠をいじめようと企むなど、まさに誠をいじめることを生き甲斐にし、罪から逃れるために平気で恋人をも裏切る残忍極まりない悪漢。
誠の死後、彼の唯一の親友だった草薙から鉄拳制裁を受け、誠のいじめの証拠が入った携帯を自身で破壊し、言葉巧みに草薙を陥れようと目論むが、誠が草薙の携帯を使って、下駄箱での不和のやり取りを録画していたことによっていじめの事実が明らかになり、仲間諸共教員達に連れていかれてしまうが、自分の立場を守るために誠いじめの責任を恋人であるエリカになすりつけ、彼女を裏切る。しかし、それを知ったエリカに見放され、さらにその時の掛け合いを誠とあつ子による通話で自身の本性を全校生徒に知られてしまい、最終的には自身のこれまでの悪事が露見したことで退学となった。
単行本おまけ4コマでは、誠をいじめようと企んで逆に喜ばせたり、誠の相談に乗る良き友人として描かれるなど、コミカルなキャラとして描かれている。
霧咲 エリカ（きりさき エリカ）
表向きではいじめを受ける誠のことを唯一気にかけてくれる優しい女子だが、実はいじめの首謀格である不和とは恋人同士。不和の示唆で誠をいじめのターゲットとして都合がいいように仕向けているだけで、彼同様の歪んだ本性を持つが、後に改心。詳細は#霧咲エリカを参照。
松井（まつい）
不和の仲間の1人。誠をいじめていた時、サンタに噛まれて以来、サンタに対して逆恨みを抱いていた。
誠の死後、裏山でサンタを金属バットで殴り殺そうとするが、駆けつけた誠に阻止され、彼の秘策で自身がサンタの遺体処理のために呼んだ保健所の職員に動物虐待の疑いで警察に連行された。誠の蘇生後におけるその後の動向は不明。
竹原（たけはら）、梅田（うめだ）
不和の仲間の2人組。背が高い方が竹原、小太りの方が梅田。よく2人で行動することが多い。
いじめの証拠が入った携帯を不和から預かっていたが、梅田が誤ってそれを落としてしまう。その携帯を近所の子供に拾われてしまい、いじめの事実が明らかになることを恐れ、事故と見せかけて彼を下駄箱の下敷きにして殺そうとするが、誠と駆けつけた草薙に阻止された。
最終的には誠によっていじめの事実が明らかになり、不和と共に教員達に連れていかれた。誠の蘇生後におけるその後の動向は不明。

### 集団自殺編

#### 自殺サークルの6人
たま子と共に自殺を図った自殺サークル参加者の6人。たま子が自分の罪を認めた見返りとして全員が生き返った。
ハットリ
たま子がネットカフェで出会った青年。甘いマスクと爽やかな性格の持ち主。下の名前は不明。
自殺サークル参加者を引率するリーダー的存在で、自殺を図ろうとしたたま子をサークルに誘った。何らかの病気を抱えており、病気で死ぬのは嫌なので、何度も手首を切って自殺しようとしたが、どうしても出来なかった。そんな中、ネットカフェで何者かに自殺サークルの結成とその計画を書いたメモで促され、その通りにするが、自殺する1週間前に偶然その正体がたま子である事を知る。
思い残しは、そんなたま子を変える事である。
桃木 万次郎（ももき まんじろう）
自殺サークル参加者が乗る自動車の運転手。気性の荒い粗暴な性格。
家族はいなく施設育ち。元々は路上ミュージシャンだったが、25歳になった時、自分には音楽の才能が無いと悟り、自殺する事を選んだ。
思い残しは、恋人のマリと喧嘩別れしてしまったことで、彼女に新しい道を歩んでもらうためにたま子に別れの手紙を書いてもらった。
淡路 絹恵（あわじ きぬえ）
おっとりした性格のお婆さん。
認知症を患っており、元々は息子夫婦と赤ん坊の孫と暮らしていたが、赤ん坊の世話と絹恵の失認、失禁に精神的に追い詰められた息子夫婦に唆されて自殺サークルに送り出された。認知症といっても初期症状による軽度のもので、自身が迷惑をかけている事を自覚しており、あえて気付かないふりをして自殺した。
思い残しは、息子夫婦に罪悪感を抱かせてしまったことで、たま子の話によってそれを消し去ることができた。
木崎 ナツメ（きざき ナツメ）
小柄な女子中学1年生。
義理の父親から性的虐待を受けており、腕には大量のリストカットの痕、太股には義父にやられた大量の煙草の焼き入れの痕がある。その事を誰にも相談できず自殺する道を選んだ。
思い残しは、好きなクラスメイトの柴田に告白出来なかった事で、たま子は、ナツメの為に謎の女性に「何でもするから」と取引を持ち掛け、整形前の顔に戻る事を条件にナツメの姿が柴田に見える様にしてもらう。そして、自分のリストカットの痕を見せ、告白するも結局、告白は叶わなかった。だが、その後、隠れて彼の本心を聞いた事で「諦めなくて良かった」と涙を流す。
土方 泰造（ひじかた たいぞう）
ニット帽を被った中年男性。
穏やかな性格で、自殺の直前に何の躊躇いもなく睡眠薬を飲むたま子に驚いていた。
家は裕福だが1人暮らしで家族もいなく、長年仕事を共にしてきた仲間達が会社を辞めた途端、誰も会ってくれなくなり、「誰とも繋がりの無い人生」に絶望し自殺を決意する。
思い残しは、自分の貯金を有効に使えなかったことであり、その全てをたま子がアイドルオーディションに合格出来るように使ってもらおうとするが、たま子はそれを桃木がいた施設に寄付し、これが結果的にたま子のアイドルオーディションの助けとなる。
屋良 かすみ（やら かすみ）
少し冷めた性格で、おしゃれな雰囲気を持つ女性。
がんで亡くなった両親から、かすみ草を由来に名付けられたが、かすみ自身はあまりその名前を気に入っていなかった。
弟のヒカルと共にがんを患っており、抗がん剤治療を行っていたが、他の臓器にがんが転移したことを知り、絶望。弟には退院と偽り病院を出ていく直前、かつらをプレゼントされた。思い残しは、ヒカルを残したまま死んでしまった事で、自分の自殺を知ったら後を追おうとするのではないかと思ったが、ヒカルは姉の死を受け入れてリハビリに励んでおり、その姿に安堵の涙を流す。

#### 6人の関係者
自殺サークルに参加した6人の関係者。
草薙 マリ（くさなぎ マリ）
桃木の彼女で、大護の姉。桃木が自殺したことを知らず、彼の手帳を持ち出す。桃木が自殺する前に別れ話を切り出されており、売り言葉に買い言葉で別れたが、本当は彼の事が好きだったため、ヨリを戻したいと考えていた。
絹恵の息子夫婦
絹恵と暮らしていたが、妻の幸子（さちこ）が生まれたばかりの息子・武（たけし）の世話と絹恵の失認、失禁に精神的に追い詰められていく姿を目の当たりにした絹恵の息子が、妻と共に絹恵を唆して自殺サークルに送り込んだ。
後にたま子の言葉でそれがバレたと思い込み、自首を考えるも、たま子がついた嘘でそれが誤解だったと思い、更に「絹恵が二人の幸せを願っていた」とたま子から伝えられ、涙を流す。
柴田（しばた）
下の名前は不明。ナツメのクラスメイトで、意中の相手。ナツメの告白を断るも、実は彼女の事を好きで彼女が自殺した事に気付いており、彼女が成仏できるようにと嘘をついただけだった。
屋良 ヒカル（やら ヒカル）
かすみの弟。姉と共にがんを患っており、もうすぐ抗がん剤治療が始まろうとしている。姉の死を受け入れて姉のためにも生き抜くためにリハビリに励んでいる。

#### 春川家
春川 はな子（はるかわ はなこ）
たま子の双子の妹。容姿は姉と反対に美少女で、よく芸能事務所からスカウトされることが多い。高校卒業後、奨学生として大学に進学する。
たま子とはな子の母
下の名前は不明。はな子には優しく接するのに対し、たま子には冷遇していた。たま子の夢をも否定したため、たま子の家出と整形のきっかけを作った張本人。
たま子とはな子の父
下の名前は不明。故人。アイドルを夢見るたま子を唯一応援してくれた。

#### スマイルランド関係者
たま子やエリカたちがアイドルになるべく、オーディションに参加するアイドル事務所。
スマイルランド会長
本名不明。たま子のアイドルの才能を見抜き、彼女を後継者にするべく力を注ぐ。
スマイルランド社長
本名不明。会長と違い、容姿のすぐれないたま子を否定している。とはいえ、決選投票の時には「良くて2位にはなれる」と、ある程度は認めるようになった模様。
亜門 慶司（あもん けいじ）
昭和時代から多くの歌をプロデュースしてきたミリオンヒットメーカーで、音楽界の重鎮。オーディションの最終審査の面接の担当者で、たま子に「自分を喜ばせろ」と、セクハラ同然の要求をする。
実は職権乱用ではなく、候補者を精神的に追い詰めてその上でどう行動するかを見るのが真の目的である。
蝶野（ちょうの）
下の名前は不明。スキンヘッドが特徴。最終審査に合格したたま子たちを一人前のアイドルにすべく、合宿で厳しく指導する。
島 めぐみ（しま めぐみ）
たま子のライバルとなる候補生の1人。短髪に黒い肌と関西弁が特徴。長距離走で抜け道を見つけてショートカットをしたり、しづると共にたま子をいじめたり無実の罪に落としたりと卑劣な手を使い妨害するが、それをあかりに暴かれてしまい、最後はたま子の提案で行った決選投票で、基礎練習の手抜きがたたって早々に脱落してしまった。
山本 しづる（やまもと しづる）
たま子のライバルとなる候補生の1人。長髪が特徴。アイドル候補生でありながら数人の男と関係を持ち、長距離走でその1人をアッシーにしたり、めぐみと共にたま子をいじめたり無実の罪に落としたりと卑劣な手を使い妨害するが、それをあかりに暴かれてしまい、最後はたま子の提案で行った決選投票で、基礎練習の手抜きがたたって早々に脱落してしまった。

### 特別読み切り
リク
海人をいじめていたグループの1人にして、海人が救わなければならない不幸の6人の1人。苗字は不明。
常日頃から海人をいじめていたが、彼の自殺には密かに強い罪悪感を抱いており、海人の家族にいじめの事実を告白しようとしたが、グループのリーダーから暴行を受け、こめかみに釘が刺さってしまい、彼を救うことを拒絶した海人に殺されてしまう。

## 煉獄のルール
カルマを始めとする煉獄案内人が自殺の業によって、煉獄に堕ちた者達に与えるルール。
無限にループする1時間以内に不幸になってしまった6人を救う
屋上から飛び降り自殺を図った七瀬誠と駅で飛び込み自殺を図った星野海人が与えられたルール。
無限にループする1時間以内に自分の自殺により、何らかの形で不幸になってしまう自分を思ってくれていた6人（誠の場合は5人と1匹）を救うこと。成功すると、自殺者に救われた者の顔写真に○マークが現れる（それ以外は△、×マークがある）。
誠や海人は霊体の存在であるため、周囲から存在を認識されないが、ループを繰り返していくうちにサンタから唯一存在を認識されたり、物に触れられる等と身体に変化が起きていく。これは生き返りの前兆として、6人を救っていくうちに徐々に人間に近い存在となっていくため。
一時は4周目のループで無限ループはなくなってしまうが、5人を救うことに成功する。しかし、最後の1人であるザック（七瀬校長）を救えなかったため、誠は自殺した父の前で時間を止められてしまう。
最終的にはカルマに与えられた最後の5周目のループで、最後の1人である父を救った誠は、6人全員を救ったその見返りとして蘇生した。
死んだ6人の魂を救う
自殺サークルに加わり、練炭自殺を図った春川たま子が与えられたルール。
1人ずつお願いを聞き出しそれを叶えていくこと。叶えると、次の者の霊が謎の女性に連れられて来る。
お願いを叶えてもその者の霊はたま子に憑き続ける（たま子に対して思い残しがあるからだと思われる）。
最終的に全員のお願いを叶えたことで、その見返りとして6人全員が生き返り、たま子の罪は帳消しとなった。

## 単行本
- 原作：廣瀬俊、漫画：春場ねぎ『煉獄のカルマ』講談社〈講談社コミックスマガジン〉、全5巻
  1. 2015年1月16日発売[2]、ISBN 978-4-063-95303-9【表紙:七瀬誠・カルマ】
  2. 2015年3月17日発売[3]、ISBN 978-4-063-95353-4【表紙:不和聖也】
  3. 2015年5月15日発売[4]、ISBN 978-4-063-95398-5【表紙:日向あかり・霧咲エリカ】
  4. 2015年8月17日発売[5]、ISBN 978-4-063-95460-9【表紙:春川たま子】
  5. 2015年10月16日発売[6]、ISBN 978-4-063-95516-3【表紙:七瀬誠・春川たま子】
    - 番外編「CASE0」収録。